# كربون-14
الكربون-14( 14C ) هو نظير مشع للكربون تحتوي نواته على 6 بروتونات و 8 نيوترونات . وهو يوجد طبيعيا في المواد العضوية كالأشجار والأخشاب القديمة ويستخدم في تعيين عمر العينات القديمة والآثار التي قد يبلغ عمرها 10.000 عام أو أكثر . وقد استخدمه العالم الفيزيائي ويلارد ليبي وزملاؤه عام 1949 لتعيين عمر أثار قديمة وعينات جيولوجية. اكتشف الكربون-14 عام 1940
توجد من الكربون ثلاثة نظائر طبيعيا علي الأرض : 99 % منها كربون-12 و 1 % كربون-13 و قليل جدا جدا من الكربون-14 ، أي نحو 1 /ترليون (0.0000000001%) في الهواء . ويبلغ عمر النصف للكربون-14 5,730±40
سنة، حيث يتحلل إشعاعيا إلى النيتروجين-14 عن طريق تحلل بيتا.

ومصدر وجود الكربون-14 في جو الأرض هو الأشعة الكونية التي تتفاعل مع النيتروجين في الجو وتنتجه فكان وجوده في الماضي ثابتا. ولكن تداخل في نسبة الكربون-14 في الجو خلال التجارب النووية بين 1955 - 1980 كربون-14 ناتج من تلك التجارب ولا بد من أخذها في الحسبان عند تعيين عمر العينات .
ولا تختلف الخواص الكيميائية للنظائر المشعة المختلفة للكربون. ولذلك نستعين بها في دراسة التفاعلات الكيميائية العضوية حيث نستبدل بعض ذرات الكربون الطبيعي فيه بذرات الكربون-14 المشع، وبذلك تستطيع تتبع انتقال الكربون في بنية المركبات العضوية.

## المصدر والتحلل

1: تكون الكربون-14
2: تحلل الكربون-14
3: علامة "يساوي" تنطبق على الأحياء الحالية, وعلامة "أقل من " تنطبق على ما مات من الأحياء ، والتي يمكن تقدير عمرها من محتواها من الكربون-14.

ينتج الكربون-14 في الطبقات الجوية العليا في تروبوسفير وستراتوسفير بتفاعل النيوترونات البطيئة القادمة من الأشعة الكونية مع ذرات النيتروجين . عندما تدخل الأشعة الكونية الغلاف الجوي تتحول إلى بعض الجسيمات الأخرى ومن ضمنها النيوترونات . وتدخل النيوترونات (1n)
الناتجة في التفاعل الآتي:
1n + 14N → 14C + 1p
أعلى معدل تكوين الكربون-14 يحدث على ارتفاع 9 إلى 15 كيلومتر ، ثم ينتشر في جميع أنحاء الأرض ويتفاعل مع الأكسجين مكونا ثاني أكسيد الكربون مشع. ويذوب ثاني أكسيد الكربون في الماء وينتشر في المحيطات .
يتحلل الكربون-14 عن طريق تحلل بيتا .
{\displaystyle \mathrm {~_{6}^{14}C} \rightarrow \mathrm {~_{7}^{14}N} +e^{-}+{\bar {\nu }}_{e}}
في تحلل بيتا يصدر الكربون-14 1 إلكترون من النواة ومضاد نيوترينو الإلكترون، ويبلع عمر النصف للكربون-14 5730 سنة حيث يتحلل إلى النيتروجين-14 المستقر (غير مشع).
تركيز الكربون-14 في جو الأرض يبلغ نحو 300 مليون كوري (11 إكسا (سابقة)بيكريل), يوجد معظمها في المحيطات .

ولم يكن معدل تكوّن الكربون-14 معروفا بالضبط قبل عام 2008 . وتختلف تكونه بحسب تغيرات تحدث في شدة الأشعة الكونية عند انفجار مستعرات عظمى في أعماق الكون، ولاختلاف المجال المغناطيسي للأرض من منطقة إلى منطقة.

## تقدير عمر الأحفورات بواسطة الكربون-14
يستخدم الكربون-14  في تقدير عمر الصخور والطبقات الأرضية و الأحفورات وبالتالي هي طريقة لتقدير عمر نباتات أو اخشاب قديمة اثرية أو أحياء عاشت في الماضي واختزنت في الطبقات الأرضية المعنية . يتميز الكربون-14 بعمر نصف مقداره 5730 سنة، ويتحلل بمعدل 14 تحللا في الدقيقة الواحدة لكل جرام من الكربون الطبيعي (الكربون الطبيعي يحتوي على أغلبية من الكربون-12 ونسبة معينة من الكربون-14).
فإذا عثرنا على عينة (أحفورة) ووجدناها تصدر 4 تحللات /دقيقة/جرام من الكربون فيها، فما هو عمرها ؟
لحساب العمر نستخدم المعادلة المذكورة أعلاه :
{\displaystyle N=N_{0}\,e^{-t/\tau },}
حيث:
{\displaystyle {\frac {N}{N_{0}}}=4/14\approx 0.286,}
{\displaystyle \tau ={\frac {T_{1/2}}{\ln 2}}\approx 8267} years,
{\displaystyle t=-\tau \,\ln {\frac {N}{N_{0}}}\approx 10360} years.

## اقرأ أيضًا
- تأريخ بالكربون المشع
- تأريخ الأرجون-أرجون
- نظائر الكربون
- كربون-12
- كربون
- كيمياء عضوية
- كيمياء غير عضوية
- تآصلات كربون
- ماس
- خواص الماس

## وصلات خارجية
- ما هو التأريخ بواسطة الكربون؟
- معمل لوس ألاموس القومي - كربون
- صفحة ممتدة للكربون في موقع asu.edu
- كيف يستعمل كربون 14